# デヴィッド・ワトソン・テイラー

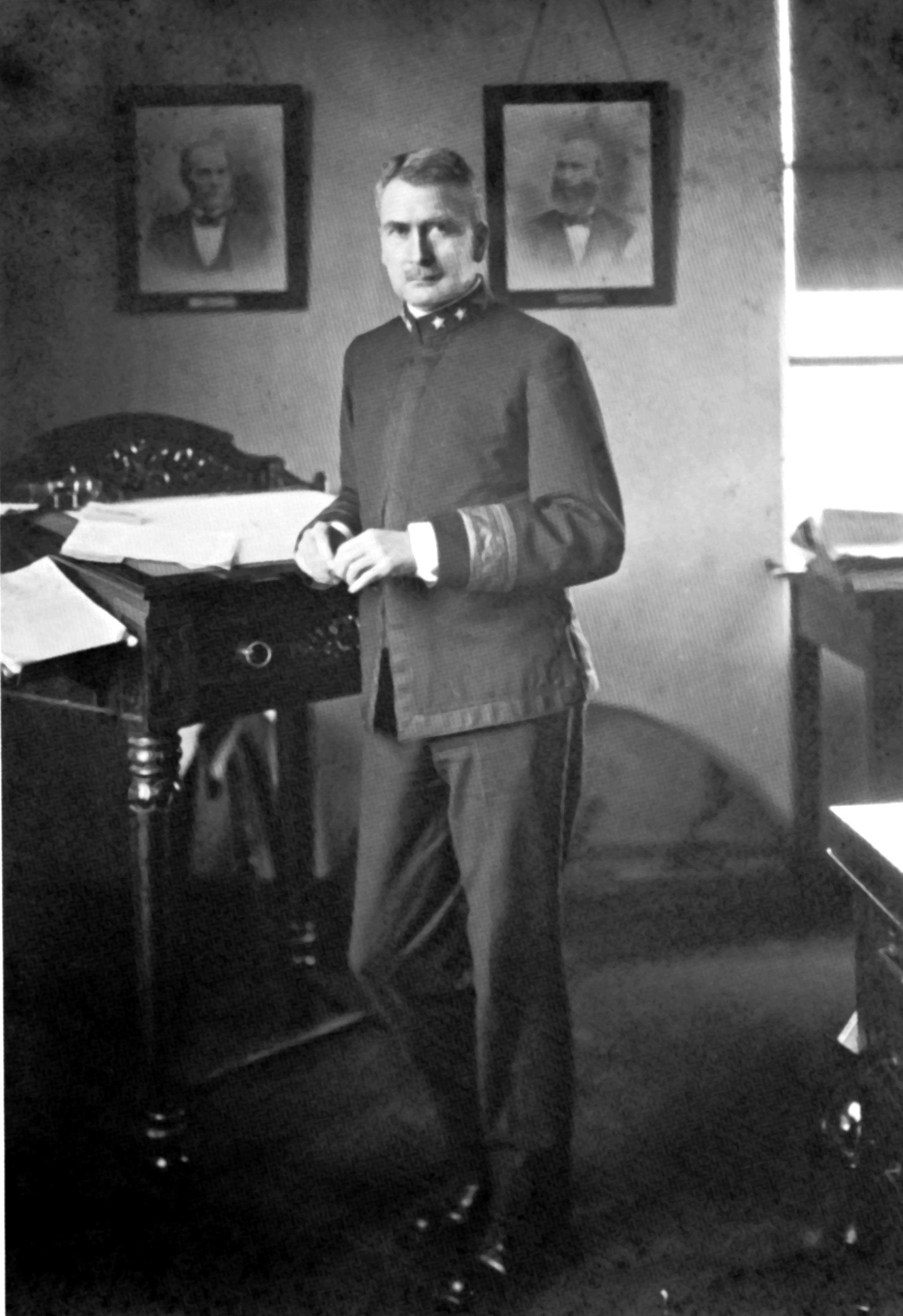
デヴィッド・ワトソン・テイラー

デヴィッド・ワトソン・テイラー（David Watson Taylor、1864年3月4日 - 1940年7月28日）は、アメリカ合衆国の海軍軍人、造船学者。最終階級は海軍少将。グリニッジ王立海軍大学校卒業。

## 概要
現在砲を搭載する限り、全主砲を背負い式で中心線上へ配置するのが最適と言われているが、これを主張し、その最初の戦艦サウスカロライナ級戦艦を設計した。着工が遅れ、また機関が在来のレシプロエンジンであったため戦艦ドレッドノートの陰に隠れてしまったが、サウスカロライナ級戦艦は実際に完成した中では世界最初に設計された弩級戦艦でもある。
功績は軍艦の設計に限られず、ワシントンD.C.郊外カーデロックに大試験水槽を作り、近代の船舶工学の枢要を占める船形学を大成させた。著書『船舶の抵抗推進』は非常に有名であり、軍艦のみでなく広く商船を含めて船舶設計者はまずその中のチャートにより設計しようとする船舶の馬力を推算するのが普通のこととなっている。すなわちアメリカ海軍のみならず、全世界の海を走る大小無数の船舶が最小所要馬力で燃料効率の良い航海ができ、すなわち現代において採算が取れる状態で世界中無数の物資が流通でき我々が豊かな生活を送れているのはテイラーの功績である。

## その他
フレッチャー級デヴィッド・W・テイラー（DD-551 David W.Taylor）としてその名が残っており、その優れた功績から科学賞としてデヴィッド・ワトソン・テイラー・メダルが残っている。1931年ジョン・フリッツ・メダル受賞。